# A Lesson In Romantics
A Lesson In Romantics é o primeiro álbum oficial de Mayday Parade. Foi lançado em 10 de julho de 2007, pela gravadora Fearless Records.

## Faixas
1. "Jamie All Over" – 3:36
2. "Black Cat" – 3:23
3. "When I Get Home, You're So Dead" – 3:13
4. "Jersey" – 3:31
5. "If You Wanted a Song Written About You, All You Had to Do Was Ask" – 4:04
6. "Miserable at Best" – 5:20
7. "Walk on Water or Drown" – 3:29
8. "Ocean and Atlantic" – 3:30
9. "I'd Hate to Be You When People Find Out What This Song is About" – 4:01
10. "Take This to Heart" – 4:07
11. "Champagne's for Celebrating (I'll Have a Martini)" – 3:58
12. "You Be the Anchor That Keeps My Feet on the Ground, I'll Be the Wings That Keep Your Heart in the Clouds" – 4:40

Faixas bônus
1. "Just Say You're Not into It" – 4:22 [Faixa bônus Japonesa]
2. "Three Cheers for Five Years" – 4:53  (Acústica) [Faixa bônus Japonesa]

## Performance
| Chart (2007)                         | Melhor posição |
| ------------------------------------ | -------------- |
| EUA Billboard Top Heatseekers        | 8              |
| EUA Billboard Top Independent Albums | 31             |